# Kaiser-Jäger-Marsch
Der Kaiser-Jäger-Marsch ist ein Marsch von Johann Strauss (Sohn) (op. 93). Das Werk wurde am 7. Juli 1851 in Denglers Bierhalle in Fünfhaus in Wien erstmals aufgeführt.